# Българомакедонски централен революционен комитет „Искра“
Българомакедонски централен революционен комитет „Искра“ е българска революционна организация, основана в Русе през март 1885 година с цел организирани на въстание на българското население в Македония, останала под османска власт след 1878 година.

## История
На 26 декември 1884 година в Русе е основано Българомакедонско благотворително дружество с председател Христо Иванов. През февруари 1885 година революционно настроени дейци, начело с Никола Живков, Драган Стоянов и Коста Паница довежда до отмяна на някои членове на устава и възприемане на дейности, които ще се вършат „в тайна“. Дружеството започва да подпомага и Никола Живков в издаването на вестник „Македонец“ - първият български вестник, занимаващ се специално с Македонския въпрос. Самото дружество се задължава да поддържа „таен комитет“, който да работи за въстание в Македония.
На 16 март 1885 г. обаче умерените дейци на дружеството отново надделяват и от него са изключени Никола Живков, Драган Стоянов, Коста Паница, подпредседателят Михаил Палашев и секретарят Коста Шавкулов. Изключените дейци създават Българомакедонския централен революционен комитет „Искра“. Печатен орган остава вестник „Македонец“, полемиращ с по-умерения „Македонски глас“ в София, и защитаващ революционните методи за освобождение на Македония. Председател на дружеството става капитан Коста Паница.
Революционният характер на организацията заляга в устава ѝ – в член 1 се казва, че „Целта на комитета е да помогне за освобождението на Македония“, а в забележка се казва, че „под освобождение на Македония комитетът разбира свобода на всички в Македония, от каква религия и народност и да са те“. Член две се занимава със средствата: „За постигане на целта си всички средства на комитета ще бъдат свята: пропаганда, бийства, революци, огън и оръжие“, а член 3 определя противника – „Врагове на Македония комитетът счита турското правителство, ония които действуват против целта на комитета, и които угнетяват македонците там, от каквато и народност и вяра да са те. Всички съчувствауващи на комитетската цел се считат наши приятели.“ Дружеството си поставя за цел да изгражда и местни комитети освен Централния.